# Робкий юноша
Робкий юноша или Робкий молодой человек (англ. The Timid Young Man) — короткометражная комедия Мака Сеннета 1935 года с Бастером Китоном в главной роли.
Лента является последней в творчестве Сеннета как режиссёра, поскольку кризис 1929 года лишил его почти всего состояния и в кино пришёл звук, убивший американское комическое немое кино.

## Сюжет
Убежденный холостяк Милтон (Китон) по дороге в кемпинг берет в машину попутчицу (Андре). Милтон с облегчением узнает, что Хелен (так зовут попутчицу) также принципиально не собирается замуж и вообще, не интересуется мужчинами. После ссоры с другим водителем (Сэндфорд), Милтон и Хелен решают отдыхать вместе. Обнаруживший их стоянку Мортимер (тот самый водитель), пытается флиртовать с Хелен. Тут появляется бывшая пассия Милтона (МакХью), и пока она разбирается с Мортимером, Хелен и Милтону удается сбежать.

## В ролях
- Бастер Китон — Милтон
- Лона Андре — Хелен
- Тайне Сэндфорд — Мортимер
- Китти МакХью — невеста Милтона
- Дон Броди — сотрудник ресепшн
- Джеймс Мортон — отец Хелен